# Instituto de Tecnología de Massachusetts

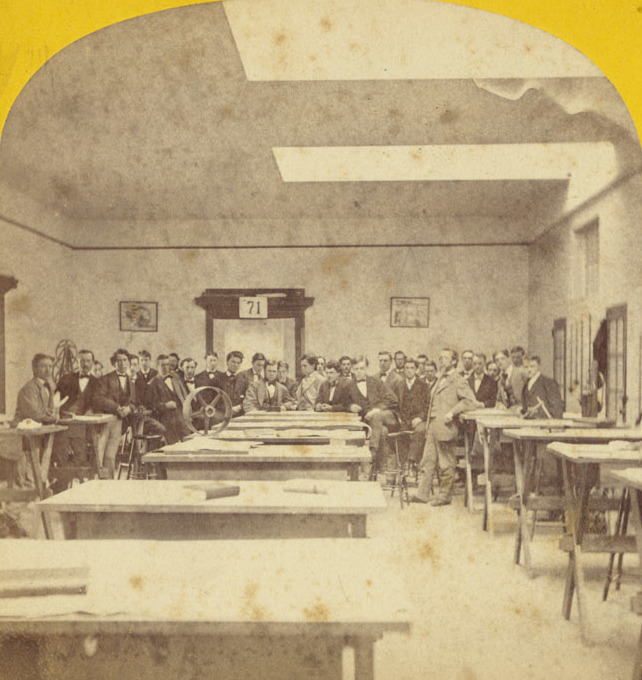
Carta estereográfica mostrando el estudio de dibujo mecánico del MIT en el (Fotografía de E.L. Allen).

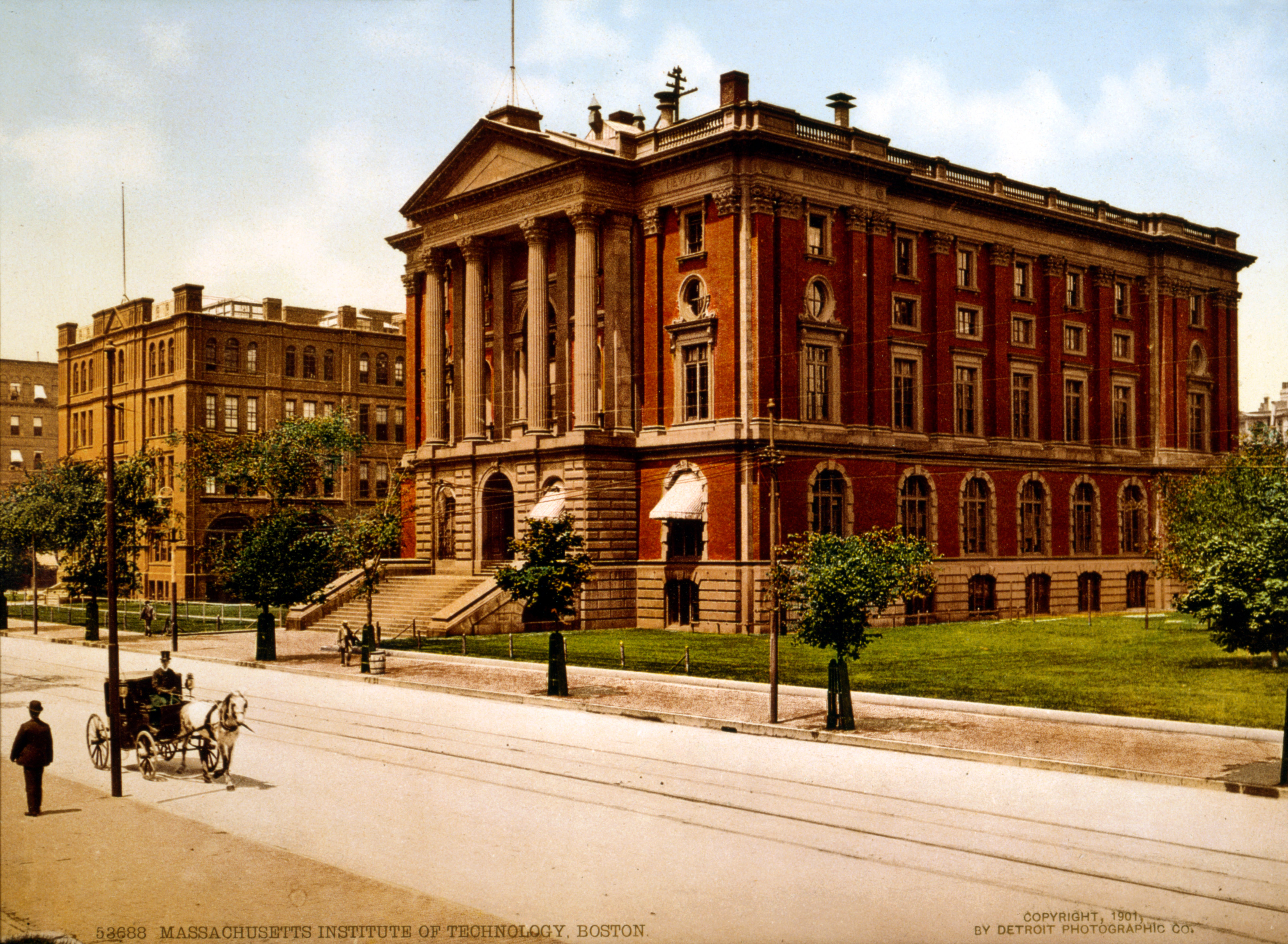
Edificio Rogers Original del MIT en el barrio de Back Bay, Boston (fotografía de 1889, fotocromada en 1901).

El Instituto de Tecnología de Massachusetts (MIT por las iniciales de su nombre en inglés, Massachusetts Institute of Technology) es una universidad privada localizada en Cambridge, Massachusetts (Estados Unidos) considerada por numerosos rankings como una de las mejores y más prestigiosas universidades a nivel mundial, manteniendo durante diez años consecutivos el título de la mejor universidad del mundo según la clasificación mundial de universidades QS.
Fundado en 1861 en respuesta a la creciente industrialización de los Estados Unidos, utilizó el modelo de universidades politécnicas e hizo hincapié en la instrucción de laboratorio. El énfasis inicial de MIT, en la tecnología aplicada en los niveles de grado y posgrado, condujo a una estrecha cooperación con la industria. Las reformas curriculares de Karl Compton y Vannevar Bush en 1930 volvieron a hacer hincapié en la investigación científica básica. El MIT fue elegido miembro de la Asociación de Universidades de América en 1934. Los investigadores trabajaron en computadoras, el radar y el sistema de navegación inercial en la Segunda Guerra Mundial y la Guerra Fría. La Investigación de defensa de la posguerra contribuyó a la rápida expansión del Instituto y de su campus bajo el mandato de James Killian.
El campus abrió sus puertas en 1916 y se extendió 1 milla (1,6 km) sobre la orilla norte de la  cuenca del río Charles. En los últimos 60 años, las disciplinas educativas de MIT se han expandido más allá de la física y la ingeniería en campos tales como biología, economía, lingüística y administración.
El MIT matriculó a 4.384 estudiantes de grado y 6.510 estudiantes de posgrado para el año escolar 2011-2012. Ese año recibió 18.109 solicitudes de admisión para el primer curso de sus titulaciones de grado, con solo 1.620 admitidos, por lo que su tasa de aceptación fue del 8,9%. Entre los cerca de 1000 miembros de su claustro hay o ha habido 78  Premios Nobel, 52 National Medal of Science, 45 Rhodes Scholars y 38 MacArthur Fellow. El MIT tiene una fuerte cultura empresarial. Los ingresos agregados de las empresas fundadas por exalumnos de MIT lo situaría como la undécima economía más grande del mundo.

## Historia
En 1859, se presentó una propuesta al Tribunal General de Massachusetts para usar las nuevas tierras de Back Bay, Boston para un "Conservatorio de Arte y Ciencia", pero la propuesta fue rechazada.
William Barton Rogers, geólogo y fundador, quería establecer una institución para hacer frente a los rápidos avances científicos y tecnológicos. No deseaba fundar una escuela profesional, sino una combinación de elementos tanto de la educación profesional y liberal, él escribió: 

"El verdadero y único objeto posible de una escuela politécnica es, como yo lo concibo, la enseñanza, no de los pequeños detalles y las manipulaciones de las artes, que se pueden hacer sólo en el taller, sino la inculcación de los principios científicos en que se basa y la explicación de ellos, y junto con esto, una revisión completa y metódica de todos sus procesos y operaciones principales en relación con las leyes físicas". William Barton Rogers

El plan de Rogers se reflejó con el modelo de investigación de universidades alemanas, haciendo hincapié en una facultad independiente dedicada a la investigación, así como la instrucción orientada en torno a seminarios y laboratorios. El MIT fue fundado en 1861 por el William Barton Rogers, quien deseaba crear un nuevo tipo de institución educativa independiente dedicada a la creciente industrialización de los Estados Unidos.
La apertura del instituto fue retrasada por la Guerra Civil en los Estados Unidos, y admitió a sus primeros estudiantes en 1865. En los siguientes años, estableció una gran reputación en ciencias e ingeniería, pero cayó en dificultades económicas. Estos dos factores parecían favorecer la idea de fusionarlo con la Universidad de Harvard, que tenía mucho dinero, pero tenía carencias en ciencias, aunque no así en las letras y artes liberales. En 1904 el presidente Henry S. Pritchett se reunió con Charles W. Eliot, presidente de Harvard, para estudiar la fusión, pero finalmente las protestas de los alumnos la cancelaron. 
En 1916, el MIT se mudó desde la zona de Back Bay en Boston, a la orilla sur del río Charles, a Cambridge, a la orilla norte, al otro lado del río. La prominencia del MIT creció como resultado de la Segunda Guerra Mundial (ver radar) y de que el gobierno de los Estados Unidos invirtiera en ciencia y tecnología en respuesta al lanzamiento ruso del Sputnik. Las contribuciones del MIT al avance de la ciencia y tecnología del siglo XX incluyen el proyecto Computadora Whirlwind, la construcción de una computadora bajo la dirección de Jay W. Forrester entre 1947 y 1952, y  sus contribuciones al desarrollo del ordenador personal.
En 1985, Nicolas Negroponte creó el MIT Media Lab. En 2001, el MIT anunció que había planeado poner todos sus materiales didácticos en línea como parte de su proyecto OpenCourseWare. El mismo año, su presidente Charles Vest hizo historia por ser el primer rector de universidad del mundo en admitir que su institución había restringido severamente el desarrollo de las mujeres en su claustro de investigadores (discriminación) e intentó solucionar el problema. En agosto de 2004, Susan Hockfield, neurobióloga molecular, fue designada como la primera mujer presidenta del MIT. Fue la 16.ª presidenta y comenzó su mandato el 6 de diciembre de 2004.

## Historia reciente
.

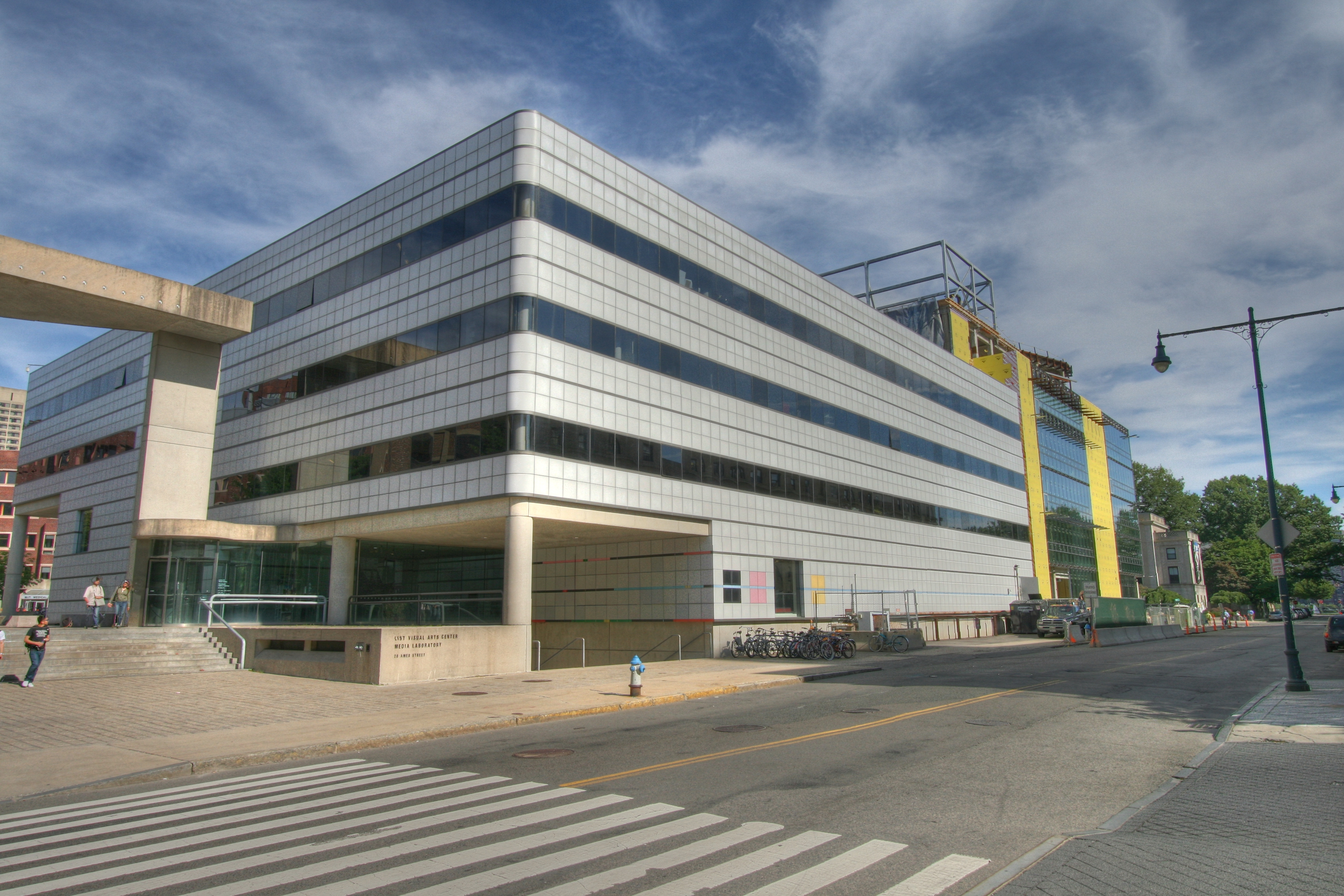
El MIT Media Lab alberga a investigadores que desarrollan nuevos usos de la tecnología informática y aquí se muestra el edificio de 1985, diseñado por I.M. Pei, con una ampliación (a la derecha de la foto) diseñada por Fumihiko Maki inaugurada en marzo de 2010

El MIT ha seguido el ritmo de la era digital y ha contribuido a su avance. Además de desarrollar las tecnologías predecesoras de la informática moderna y las redes, estudiantes, personal y miembros de la facultad del Proyecto MAC, el Laboratorio de Inteligencia Artificial y el Tech Model Railroad Club escribieron algunos de los primeros  videojuegos de ordenador interactivos como Spacewar!  y crearon gran parte de la hacker moderna. slang y cultura. Varias organizaciones importantes relacionadas con la informática se han originado en el MIT desde la década de 1980: El Proyecto GNU de Richard Stallman y la posterior Free Software Foundation se fundaron a mediados de los ochenta en el AI Lab; el MIT Media Lab fue fundado en 1985 por Nicholas Negroponte y Jerome Wiesner para promover la investigación de usos novedosos de la tecnología informática; el Consorcio World Wide Web organización de estándares fue fundada en el Laboratorio de Ciencias de la Computación en 1994 por Tim Berners-Lee; el proyecto OpenCourseWare ha puesto a disposición de forma gratuita en línea el material didáctico de más de 2000 clases del MIT desde 2002; y en 2005 se puso en marcha la iniciativa  Un portátil por niño para ampliar la educación informática y la conectividad a los niños de todo el mundo.
El MIT fue nombrado «colegio con subvención marina» en 1976 para apoyar sus programas de oceanografía y ciencias marinas y fue nombrado colegio con subvención espacial en 1989 para apoyar sus programas de aeronáutica y astronáutica. A pesar de la disminución del apoyo financiero del gobierno en el último cuarto de siglo, el MIT lanzó varias campañas de desarrollo exitosas para ampliar significativamente el campus: nuevos dormitorios y edificios de atletismo en el campus oeste; el Centro Tang para la Educación en Administración varios edificios en la esquina noreste del campus que apoyan la investigación en biología, ciencias cognitivas y del cerebro, genómica, biotecnología e investigación sobre el cáncer; y una serie de nuevos edificios en la calle Vassar, como el Stata Center. La construcción en el campus en la década de 2000 incluyó ampliaciones del Laboratorio de Medios, el campus oriental de la Escuela Sloan y residencias de graduados en el noroeste. En 2006, el presidente Hockfield puso en marcha el Consejo de Investigación Energética del MIT para investigar los retos interdisciplinares que plantea el aumento de consumo energético global.
En 2001, inspirado por el open source y el  movimiento de acceso abierto, El MIT puso en marcha OpenCourseWare para que los apuntes de clase, problem sets, programas de estudio, exámenes y clases de la gran mayoría de sus cursos estuvieran disponibles en línea de forma gratuita, aunque sin ninguna acreditación formal de los trabajos de curso realizados. Aunque el coste de apoyo y alojamiento del proyecto es elevado, OCW se amplió en 2005 para incluir a otras universidades como parte del Consorcio OpenCourseWare, que actualmente incluye a más de 250 instituciones académicas con contenidos disponibles en al menos seis idiomas. En 2011, el MIT anunció que ofrecería una certificación formal (pero no créditos ni títulos) a los participantes en línea que completaran los cursos de su programa "MITx", por una módica cantidad. La plataforma en línea "edX" que sustenta el MITx se desarrolló inicialmente en colaboración con la Universidad de Harvard y su iniciativa análoga "Harvardx". La plataforma de cursos es de código abierto, y otras universidades ya se han unido y han añadido sus propios contenidos de cursos. En marzo de 2009, la facultad del MIT adoptó una política de acceso abierto para que sus becas públicamente accesibles en línea.
El MIT tiene su propio cuerpo de policía. Tres días después del atentado de la maratón de Boston de abril de 2013, el agente de patrulla Policía del MIT Sean Collier recibió un disparo mortal de los sospechosos Dzhokhar y Tamerlan Tsarnaev, lo que desencadenó una violenta persecución que cerró el campus y gran parte del área metropolitana de Boston durante un día. Una semana después, al funeral de Collier asistieron más de 10.000 personas, en una ceremonia organizada por la comunidad del MIT con miles de policías de la región de Nueva Inglaterra y Canadá. El 25 de noviembre de 2013, el MIT anunció la creación de la Medalla Collier, que se otorgará anualmente a "un individuo o grupo que encarne el carácter y las cualidades que el oficial Collier exhibió como miembro de la comunidad del MIT y en todos los aspectos de su vida". El anuncio afirmaba además que "entre los futuros galardonados se incluirán aquellos cuyas contribuciones superen los límites de su profesión, aquellos que hayan contribuido a tender puentes entre la comunidad y aquellos que realicen actos de bondad de forma constante y desinteresada".
En septiembre de 2017, la escuela anunció la creación de un laboratorio de investigación de inteligencia artificial llamado MIT-IBM Watson AI Lab. IBM destinará 240 millones de dólares a lo largo de la próxima década, y el laboratorio contará con científicos del MIT e IBM. En octubre de 2018, el MIT anunció que abriría un nuevo Schwarzman College of Computing dedicado al estudio de la inteligencia artificial, que lleva el nombre del donante principal y The Blackstone Group consejero delegado Stephen Schwarzman. La nueva facultad se centrará no sólo en el estudio de la inteligencia artificial, sino también en la formación interdisciplinar en este campo y en su aplicación en campos tan diversos como la historia o la biología. Se espera que el coste de los edificios y del nuevo profesorado de la nueva facultad sea de mil millones de dólares una vez finalizada.
El Laser Interferometer Gravitational-Wave Observatory (LIGO) fue diseñado y construido por un equipo de científicos del California Institute of Technology, el MIT y contratistas industriales, y financiado por la National Science Foundation. Fue diseñado para abrir el campo de la astronomía de ondas gravitacionales mediante la detección de ondas gravitacionaless predichas por la relatividad general. Las ondas gravitacionales fueron detectadas por primera vez por el detector LIGO en 2015. Por sus contribuciones al detector LIGO y a la observación de ondas gravitacionales, dos físicos de Caltech, Kip Thorne y Barry Barish, y el físico del MIT Rainer Weiss ganaron el Premio Nobel de Física en 2017. Weiss, que también es graduado del MIT, diseñó la técnica de interferometría láser, que sirvió como proyecto esencial para el LIGO.
En julio de 2025, la relatora especial de la ONU para los derechos humanos en los territorios ocupados de Palestina señaló al MIT como una de las universidades que estaban facilitando el genocidio en Gaza por su colaboración con empresas militares o tecnológicas israelíes «en el desarrollo de sistemas de control, seguimiento, represión y destrucción de la vida civil palestina». En concreto, la colaboración del MIT con el ejército israelí ha ayudado a «dotar a los drones israelíes de la capacidad de atacar en enjambre».

## Facultades y escuelas

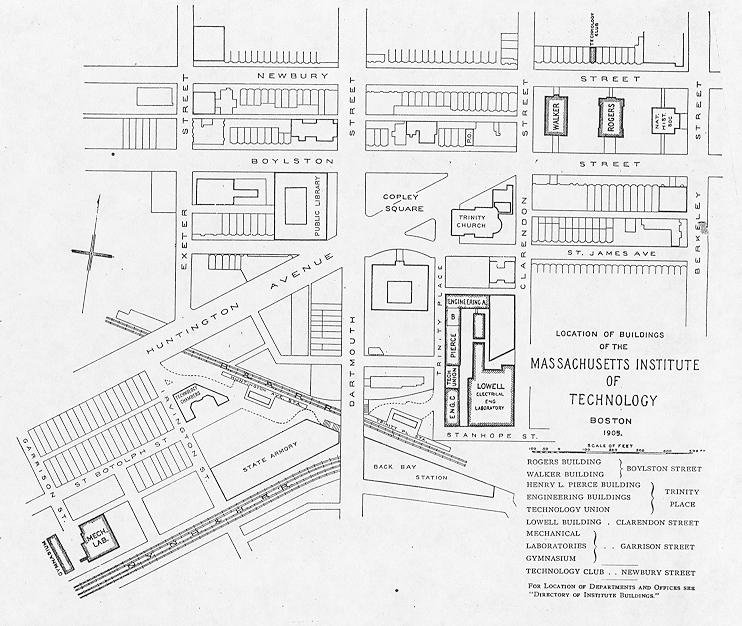
Mapa de 1905 del Campus Boston del MIT.

Consta de cinco escuelas y una facultad:
- Escuela de Ciencia del MIT (MIT School of Science)
- Escuela de Ingeniería del MIT (MIT School of Engineering)
- Escuela de Arquitectura y Planeamiento del MIT (MIT School of Architecture and Planning)
- Escuela de Administración y Dirección de Empresas Sloan (MIT Sloan School of Management)
- Escuela de Humanidades, Artes y Ciencias Sociales del MIT (MIT School of Humanities, Arts, and Social Sciences)
- Facultad de Ciencias de la Salud y Tecnología Whitaker (Whitaker College of Health Sciences and Technology)

Incluyen un total de 32 departamentos académicos con un fuerte énfasis en la investigación, la ingeniería, y la educación tecnológica.

## Ranking académico

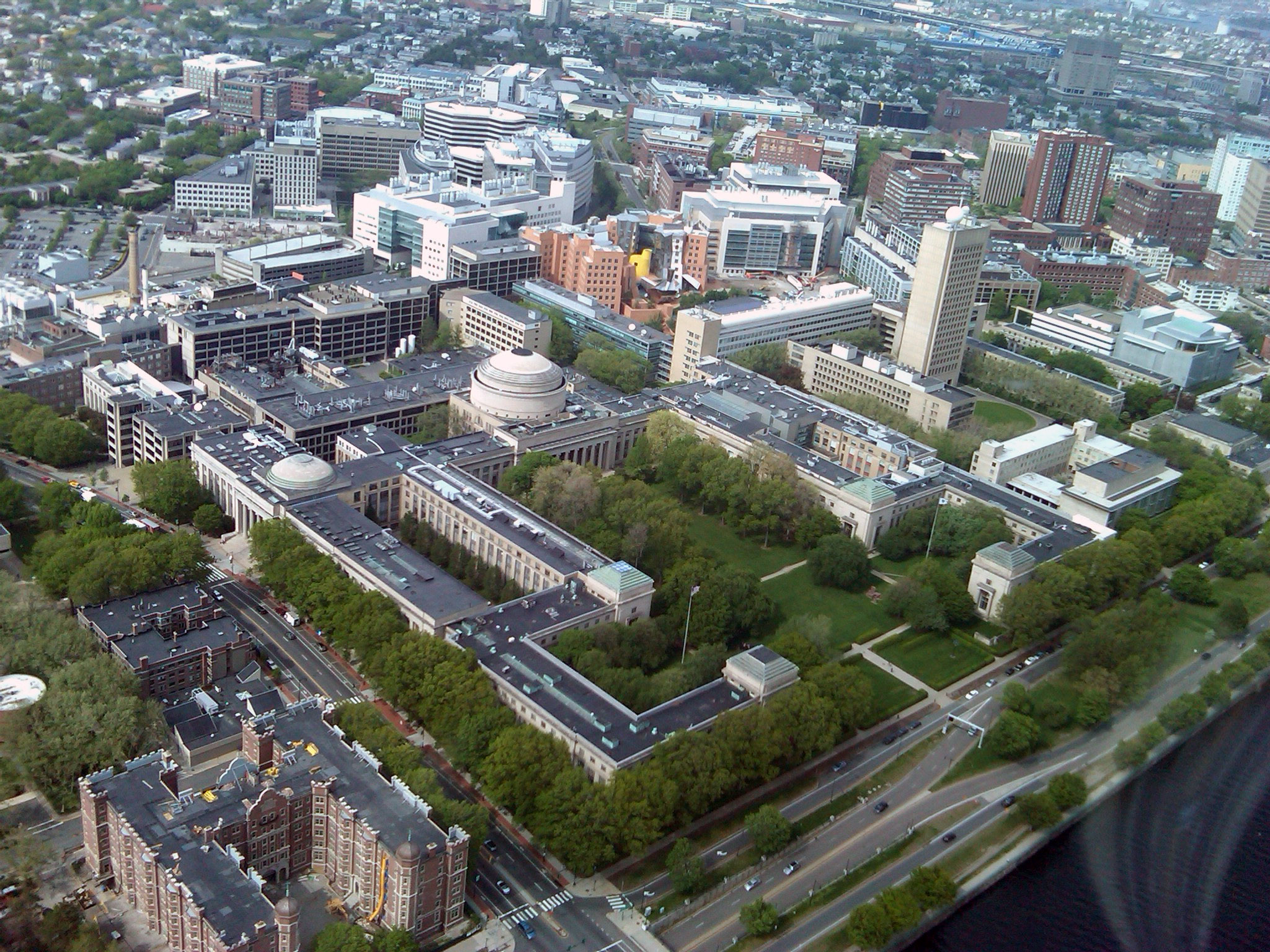
vista aérea del MIT campus principal

La escuela de ingeniería es reconocida como la mejor en Estados Unidos y en el mundo por U.S. News & World Report. MIT ha sido catalogado mundialmente como el mejor en tecnología por Times Higher Education-QS World University Rankings. Adicionalmente, MIT ha sido reconocida como la mejor universidad en el mundo durante diez años consecutivos (2012, 2013, 2014, 2015, 2016, 2017, 2018, 2019, 2020 y 2021) por el "QS World University Rankings".
El Instituto cuenta con 76 premios Nobel entre sus egresados y profesorado (contando solamente aquellos cuya relación con el MIT haya superado un año de duración. Si se incluyesen todos, serían 80). 
La admisión en el MIT es muy rigurosa, y ha sido clasificada por The Atlantic Monthly y otras publicaciones como la universidad más selectiva de los Estados Unidos.

## Deportes
Los MIT Engineers participan en 33 deportes. La mayoría de los equipos compiten en la División III de la NCAA, en la conferencia New England Women's and Men's Athletic Conference. 

## Alumnado famoso

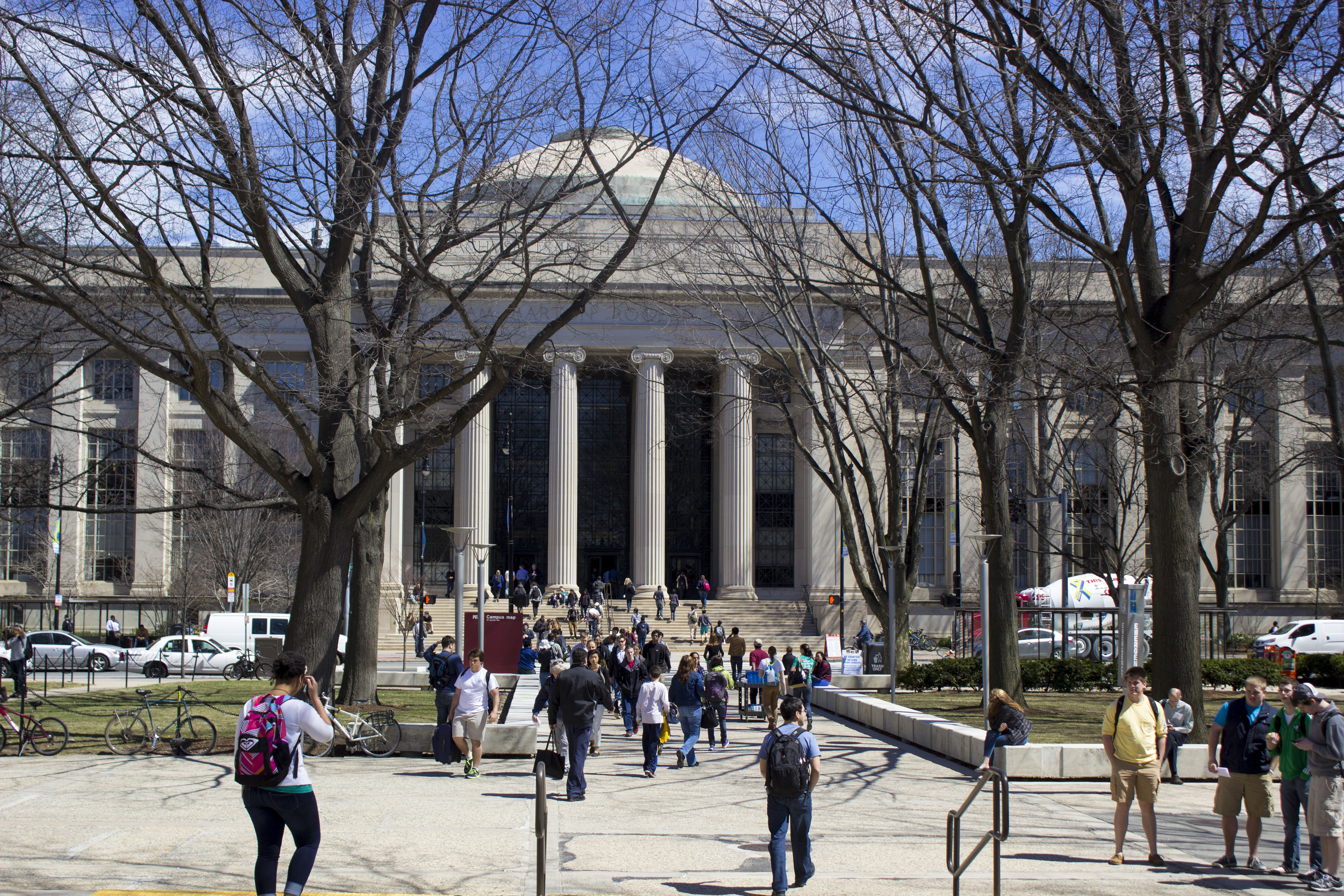
edificio 7

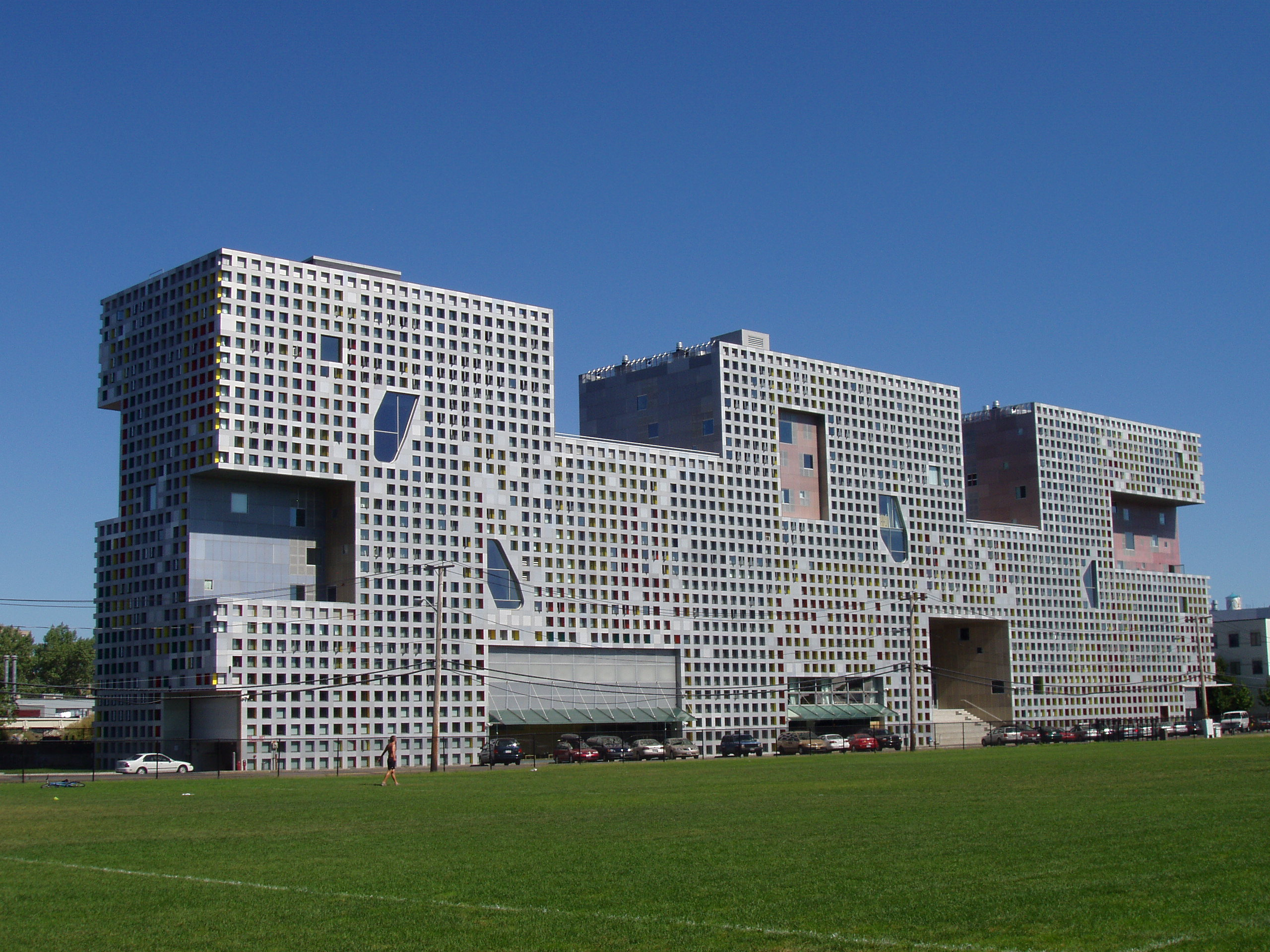
Simmons Hall

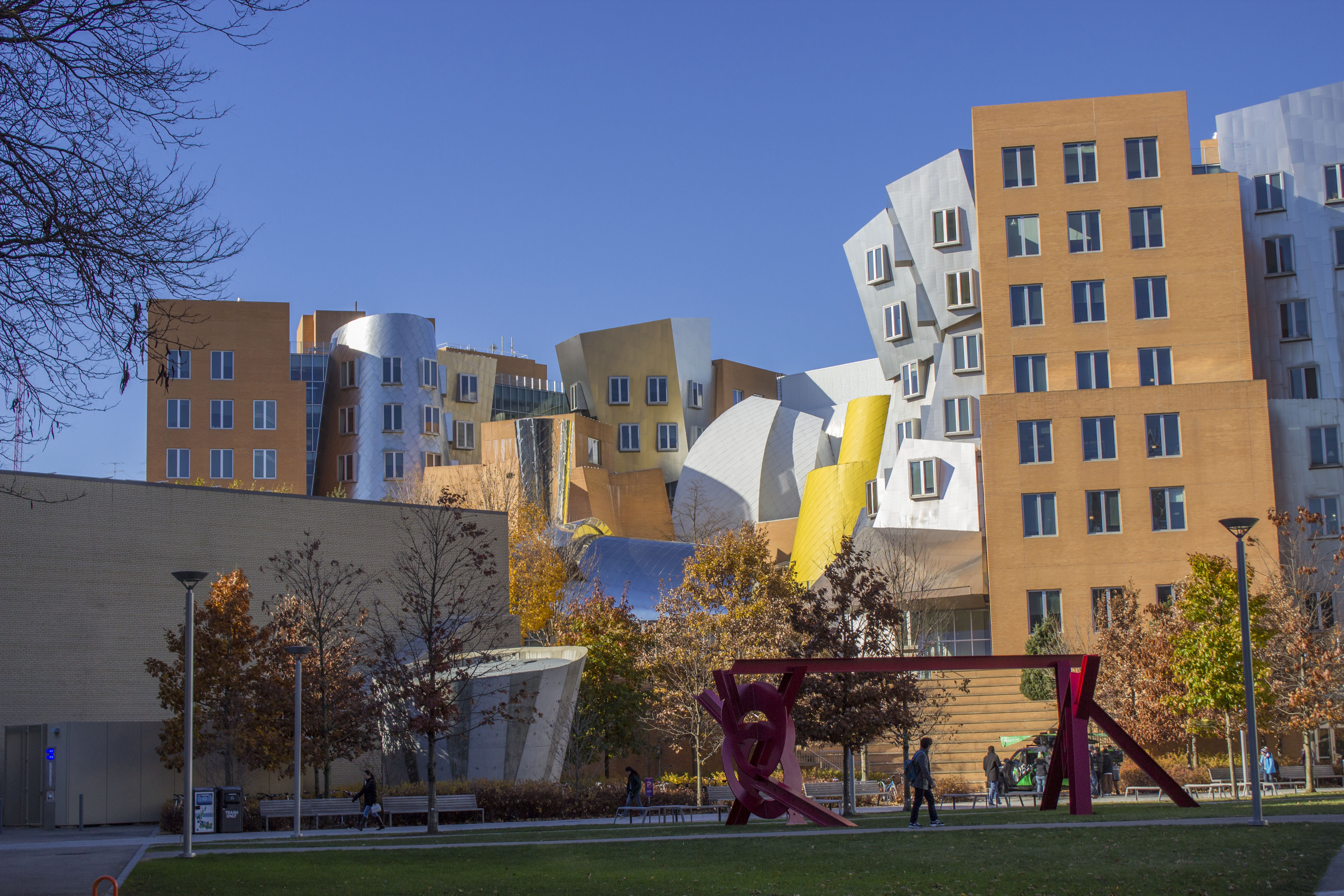
Stata Center

- Franklin Chang Díaz (Ph.D. 1977, Ingeniería Nuclear), astronauta retirado de la NASA, actualmente es el encargado de fabricar el VASIMR (Motor de propulsión de plasma), costarricense
- Buzz Aldrin (Sc.D. 1963, ingeniería aeronáutica), astronauta de Apolo 11 y segundo hombre en pisar la Luna.
- Kofi Annan (S.M. 1972, negocios), exsecretario general de las Naciones Unidas
- Virgilio Barco (S.B. 1958, ingeniería civil), Presidente de Colombia (1986-1990)
- Tim Berners-Lee, inventor de la World Wide Web
- Vannevar Bush (Ph.D. 1917, ingeniería eléctrica), inventor del hipertexto
- Andrew Carnie, lingüista y sintactista.
- Noam Chomsky, lingüista, activista.
- Charles Duke (S.M. 1964, ingeniería aeronáutica), astronauta del Apolo 16
- Luis A. Ferré (S.B. 1924, ingeniería mecánica), exgobernador de Puerto Rico (1969-1973)
- Richard Feynman (S.B. 1939, física), premio Nobel en física, 1965
- José Figueres Ferrer, ingeniería hidroeléctrica, expresidente de Costa Rica[39]
- Eugenio Garza Sada, fundador del Instituto Tecnológico y de Estudios Superiores de Monterrey
- Murray Gell-Mann (Ph.D. 1951, física), premio Nobel en física, 1969
- Mitch Kapor, fundador de Lotus Corporation
- Paul Krugman (Ph.D. 1977, economía), premio Nobel de economía, columnista del New York Times
- Robert Metcalfe (S.B. 1969, ingeniería eléctrica), inventor de ethernet, fundador de 3Com
- Edgar Mitchell (Sc.D. 1964, ingeniería aeronáutica), astronauta de Apolo 14
- Benjamín Netanyahu (S.B. 1976, arquitectura), primer ministro de Israel
- I. M. Pei (S.B. 1940, arquitectura), arquitecto
- Radia Perlman (Ph.D. Ciencias de la computación)
- Russell Schweickart (S.B. 1956, S.M. 1963, ingeniería aeronáutica), astronauta del Apolo 9
- David Scott (S.M. 1962, ingeniería aeronáutica), astronauta de Gemini 8, Apolo 9 y Apolo 15
- William Shockley, (Ph.D. 1936, física), inventor del transistor
- Tom Scholz, guitarrista de Boston, Ingeniero.
- Leslie R. Groves, militar estadounidense, constructor del Pentágono y director del Proyecto Manhattan.
- Hazen Sise (S.B. 1929, arquitectura), arquitecto y cooperante canadiense.
- Carlos Prieto Jacqué, (1964 Economía, Ingeniería metalúrgica) ingeniero, violonchelista, escritor, diplomático y académico mexicano
- Richard Stallman, fundador del movimiento de software libre
- Manuel Sandoval Vallarta (S.B. 1921, Ph.D. 1924, física), profesor de física de MIT y UNAM.
- Gunther Uhlmann (Ph.D 1976 M.I.T, Matemáticas), tomografía de impedancia eléctrica, profesor de la Universidad de Washington.
- Dan Ariely escritor y profesor de Psicología y conductas económicas.
- Luis Videgaray Caso (Secretario de Hacienda y Crédito Público en México).
- Norbert Wiener, matemático creador de la cibernética.
- Jackie Yi-Ru Ying, nanotecnóloga.
- Ricardo Rosselló Nevares, (Ingeniería Biomédica con concentración en Economía de Desarrollo.) Exgobernador de Puerto Rico.
- Ben Barres, (Neurobiología) Primer Científico abiertamente transgénero.
- Andrés Velasco Brañes, (PhD Economía). Ministro de Hacienda de Chile 2006 - 2010. Candidato presidencial en 2013. Economista del año en 2006.